# Bâtiment gouvernemental à Seinäjoki
Le bâtiment gouvernemental (en finnois : Valtion virastotalo) est un édifice faisant partie de l'Aaltokeskus à Seinäjoki en Finlande.

## Présentation
L'objectif initial de son concepteur Alvar Aalto était de compléter le nouveau centre administratif de la ville avec un immeuble de bureaux de trois étages aux murs crépis de blanc.
Sur le plan architectural, l'espace le plus important du bâtiment est la salle de réunion du conseil municipal.
L'immeuble de bureaux a abrité entre autres le centre des impôts et le service de police. L'immeuble de bureaux a été repris par la ville en 2003, et aujourd'hui le bâtiment est principalement occupé par des agences municipales.
L'immeuble fait partie centre Aalto, un groupe de bâtiments publics conçus par Alvar Aalto qui est classé par la direction des musées de Finlande parmi les Sites culturels construits d'intérêt national en Finlande.